# Sint-Jan Maria Vianneykerk

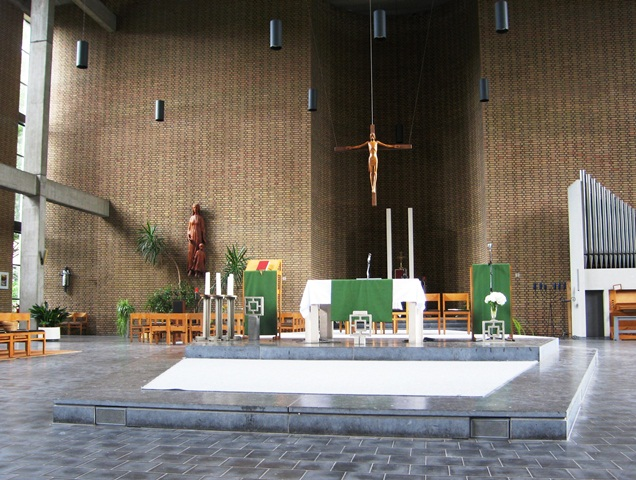
Het altaar

De Sint-Jan Maria Vianneykerk is een parochiekerk in de tot de gemeente Antwerpen behorende plaats Wilrijk, gelegen aan het Valkenveld.

## Geschiedenis
Deze kerk werd gebouwd als opvolger van de uit 1927 stammende Oude parochiekerk Sint-Jan Maria Vianney. Het was een ontwerp van Walter Steenhoudt dat tot stand kwam na de nodige wijzigingen. Eén van de eisen was om het verkeerslawaai, dat uitging van de nabijgelegen Boomsesteenweg, te temperen.
De kerk werd gebouwd vanaf 1966 en werd in 1969 ingewijd.

## Gebouw
De doosvormige kerk heeft tevens een voorbouw met atrium en verbindingsgang. Het bouwwerk, in de stijl van het naoorlogs modernisme, werd gebouwd in beton en lichte bakstenen. Het is een zaalkerk waar de gelovigen zicht hebben op het altaar dat, evenals het tabernakel en de orgelkast, ontworpen is door Steenhoudt. Het orgel werd gebouwd door Bernard Pels-D’Hondt.